# Högersdorf
Högersdorf est une commune allemande du Schleswig-Holstein, située dans l'arrondissement de Segeberg (Kreis Segeberg), immédiatement au sud-ouest de la ville de Bad Segeberg. Högersdorf fait partie de l'Amt Leezen qui regroupe douze communes autour de Leezen.